# Stora Gäddtjärnen (Rättviks socken, Dalarna, 675478-147627)
Stora Gäddtjärnen är en sjö i Rättviks kommun i Dalarna och ingår i Dalälvens huvudavrinningsområde.